# Aar (Lahn)
De Aar is een rivier in Duitsland die westelijk in de Lahn vloeit.
Zij ontspringt in de Taunus oostelijk van Orlen, stroomt vervolgens langs Taunusstein en Bad Schwalbach naar Aarbergen. Na ongeveer 40 kilometer mondt de Aar bij Diez uit in de Lahn.
- Gemeinsame Normdatei: 4490538-5
- Virtual International Authority File: 235214293